# Barcelona Sessions
Barcelona Sessions è il quinto album in studio del cantante svedese Måns Zelmerlöw, pubblicato nel 2014.

## Tracce
1. Run for Your Life – 3:37
2. Something About This Town – 3:19
3. Broken Parts – 3:44
4. Children of the Sun – 3:52
5. Beautiful Life – 3:40
6. Burning Stars – 4:09
7. Waiting for the World to End – 3:43
8. Sleep on Roses – 3:23
9. Braver on the Outside – 3:21
10. This One's for You – 4:47
11. Parallels – 3:17